# Operclipygus pustulifer
Operclipygus pustulifer  (лат.) — вид жуков-карапузиков из семейства Histeridae (Histerinae, Exosternini). Центральная Америка: Коста-Рика. Длина 1,72—1,75 мм, ширина 1,40—1,44 мм. Цвет красновато-коричневый. В расположении отверстий антериальных пронотальных желёз наблюдается половой диморфизм (у самцов отверстия желёз сопряжены с поднятиями пронотальных бороздок, а у самок они открываюстя у переднего края пронотума). Фронтальные бороздки лба поперечные. Вид был впервые описан в 2013 году энтомологами Майклом Катерино (Michael S. Caterino) и Алексеем Тищечкиным (Santa Barbara Museum of Natural History, Санта-Барбара, США) и в ходе их ревизии отнесён к видовой группе O. mirabilis group.